# Asellus (rodzaj)
Asellus – rodzaj skorupiaków z rzędu równonogów (Isopoda).
Do rodzaju należą następujące gatunki:
- Podrodzaj Asellus:
  - Asellus alaskensis,
  - Asellus amamiensis,
  - Asellus aquaticus – ośliczka wodna,
  - Asellus crypticus,
  - Asellus epimeralis,
  - Asellus ezoensis,
  - Asellus hilgendorfii,
  - Asellus hyugaensis,
  - Asellus incisus,
  - Asellus kumaensis,
  - Asellus latifrons,
  - Asellus meridionalis,
  - Asellus monticola,
  - Asellus musashiensis,
  - Asellus primoryensis,
  - Asellus quicki,
  - Asellus shikokuensis,
  - Asellus tamaensis.
- Podrodzaj Mesoasellus:
  - Asellus dybowskii.
- Podrodzaj Phreatoasellus:
  - Asellus akyioshiensis,
  - Asellus higoensis,
  - Asellus iriei,
  - Asellus minatoi,
  - Asellus miurai,
  - Asellus uenoi,
  - Asellus yoshinoensis.